# Харитон Евгениот
Харитон Евгениот (греч. Χαρίτον Ευγενιό ум. 1178) - патриарх Константинопольский, занимавший пост на протяжении одного года (1177-1178).
Предшественником патриарха Харитона Евгениота был патриарх Михаил III, а его преемником был патриарх Феодосий Ворадиот.
Правление Харитона Евгениота пришлось на время правления византийского императора Мануила I Комнина.
Харитон был возведен в сан патриарха Константинопольского 30 июля 1177 года во время вдовства патриаршего престола.
За время его пребывания на патриаршем престоле не было произведено никаких значимых преобразований или нововведений.
Харитон Евгениот покинул кафедру патриарха Константинопольского в марте 1178 года после внезапной смерти.